# Geoffroys bladneusvleermuis
De Geoffroys bladneusvleermuis (Anoura geoffroyi)  is een zoogdier uit de familie van de bladneusvleermuizen van de Nieuwe Wereld (Phyllostomidae). De wetenschappelijke naam van de soort werd voor het eerst geldig gepubliceerd door Gray in 1838.

## Kenmerken
Vanwege de behaarde vlieghuid bij de staart lijkt het alsof deze vleermuis behaarde poten heeft. De kop bevat een klein, driehoekig opgericht neusblad en een lange snuit met een vooruitgeschoven onderkaak. De tong, die aan de voorkant van een kwastje is voorzien, heeft dezelfde lengte als de kop. De lichaamslengte bedraagt 6 tot 7,5 cm, de staartlengte tot 7 mm en het gewicht 13 tot 18 gram.

## Leefwijze
Deze in groepsverband levende vleermuis staat, net als kolibries, in de lucht stil voor ’s nachts geopende bloemen en doet zich tegoed aan de aanwezige honing en stuifmeel, door middel van zijn tong. Ook insecten, zoals kevers en nachtvlinders, staan op zijn menu. Zijn slaapplaats bevindt zich in grotten en tunnels.

## Verspreiding
Deze soort komt algemeen voor in de tropische bossen van Mexico tot noordelijk Zuid-Amerika, met name in Peru, Bolivia, zuidoost Brazilië, Guyana, Ecuador, Tamaulipas en Sinaloa (Mexico).